# La Serrure aux treize secrets
Pour plus de détails, voir Fiche technique et Distribution.
La Serrure aux treize secrets est un film allemand, réalisé par Franz Josef Gottlieb, sorti en 1964.

## Synopsis
Mr. Kent se fait voler toute sa richesse par les membres de la bande de Mr. Real. Après la mort de Mr Kent, Mr Real, pris de remords, souhaite rendre ses biens à Kathleen Kent, sa fille. Pour cela, il se cache dans un caveau. Quand Kathleen vient à Londres avec le juriste Ferry Westlake, elle est enlevée par Connor, l'ancien croupier de Real, et sa bande car ils se sentent avoir été floués par Mr Real. Jimmy Flynn, un ancien membre de Real, souhaite la libérer. Mais l'inspecteur Angel veille.

## Fiche technique
- Titre : La Serrure aux treize secrets
- Titre original : Die Gruft mit dem Rätselschloss (Le Caveau à la serrure mystérieuse)
- Réalisation : Franz Josef Gottlieb
- Scénario : Robert A. Stemmle et Franz Josef Gottlieb d'après le roman Angel Esquire d'Edgar Wallace
- Musique : Peter Thomas
- Photographie : Richard Angst
- Montage : Jutta Hering
- Sociétés de production : Rialto Film
- Pays d'origine :  Allemagne de l'Ouest
- Langue : allemand
- Format : Noir et blanc - 1,37:1 - Mono - 35 mm
- Genre : Policier
- Durée : 90 minutes
- Dates de sortie :
  -  Allemagne de l'Ouest : 30 avril 1964.
  -  France : 16 décembre 1964[1].
- Affiche : Jean Mascii (France)

## Distribution
- Harald Leipnitz: Jimmy Flynn
- Judith Dornys: Kathleen Kent
- Rudolf Forster: Mr. Real
- Werner Peters: L'avocat Spedding
- Ernst Fritz Fürbringer: Connor
- Eddi Arent: Ferry Westlake
- Harry Meyen: L'inspecteur Angel
- Siegfried Schürenberg: Sir John
- Klaus Kinski: George
- Vera Tschechowa: Feder-Lissy
- Ilse Steppat: Margaret Clayton
- Harry Wüstenhagen (de): Goyle
- Kurt Waitzmann: Simpson
- Arthur Binder (de): Bat Sand
- Kurd Pieritz: Cyril
- Kurt Jaggberg (de): Vinnis
- Herbert Knippenberg: Massay

## Autour du film
- La Serrure aux treize secrets est le dix-neuvième film allemand adaptation d'un livre d'Edgar Wallace depuis l'après-guerre.
- Durant l'automne 1962, Robert A. Stemmle écrit le scénario. Il le soumet sous le titre de Die Mühle des Grauens (L'Usine de l'horreur) début 1963. Après la nomination du réalisateur Franz Josef Gottlieb, le film prend son titre définitif.
- Il s'agit de la troisième et dernière adaptation d'un livre d'Edgar Wallace par Franz Josef Gottlieb. La même année, il réalise aussi Das siebente Opfer (de), adaptation d'un roman de Bryan Edgar Wallace, le fils de l'écrivain.
- Le tournage a lieu du 18 février au 26 mars 1964. Les plans extérieurs se font à Berlin-Ouest et à la gare Victoria de Londres. Les plans intérieurs sont filmés dans les studios de l'UFA et ceux du CCC-Film à Berlin.
- La première du film a lieu le 30 avril 1964 au Gloria-Palast (de) à Berlin. Le film est autorisé après deux coupes aux plus de 16 ans ; plus tard, comme à la télévision, seulement aux plus de 12 ans.
- Le film a l'un des plus faibles nombres de spectateurs à ce jour des films tournés d'après des œuvres d'Edgar Wallace et est considéré comme l'un des rares échecs de la série.

## Source de traduction
- (de) Cet article est partiellement ou en totalité issu de l’article de Wikipédia en allemand intitulé « Die Gruft mit dem Rätselschloss » (voir la liste des auteurs).